# Grosne
Grosne is een gemeente in het Franse departement Territoire de Belfort (regio Bourgogne-Franche-Comté) en telt 242 inwoners (1999). De plaats maakt deel uit van het arrondissement Belfort. In het Elzassisch of het Duits heette de plaats vroeger Welschengrüne.

## Geografie
De oppervlakte van Grosne bedraagt 3,7 km², de bevolkingsdichtheid is 65,4 inwoners per km².
De onderstaande kaart toont de ligging van Grosne met de belangrijkste infrastructuur en aangrenzende gemeenten.

## Demografie
Onderstaande figuur toont het verloop van het inwonertal (bron: INSEE-tellingen).